# 人体力量
人体力量是體能當中一個指標，泛指一個人的身體（包括肌肉等結構）所能夠施展的力道。人們進行力量訓練的目的就是為了增加人体力量  。